# Persectania peracuta
Persectania peracuta är en fjärilsart som beskrevs av Morrison 1874. Persectania peracuta ingår i släktet Persectania och familjen nattflyn. Inga underarter finns listade i Catalogue of Life.